# Svenljunga
Svenljunga er et byområde i Svenljunga kommun i Västra Götalands län i Sverige. I 2010 var indbyggertallet 3.418.